# Will Herberg

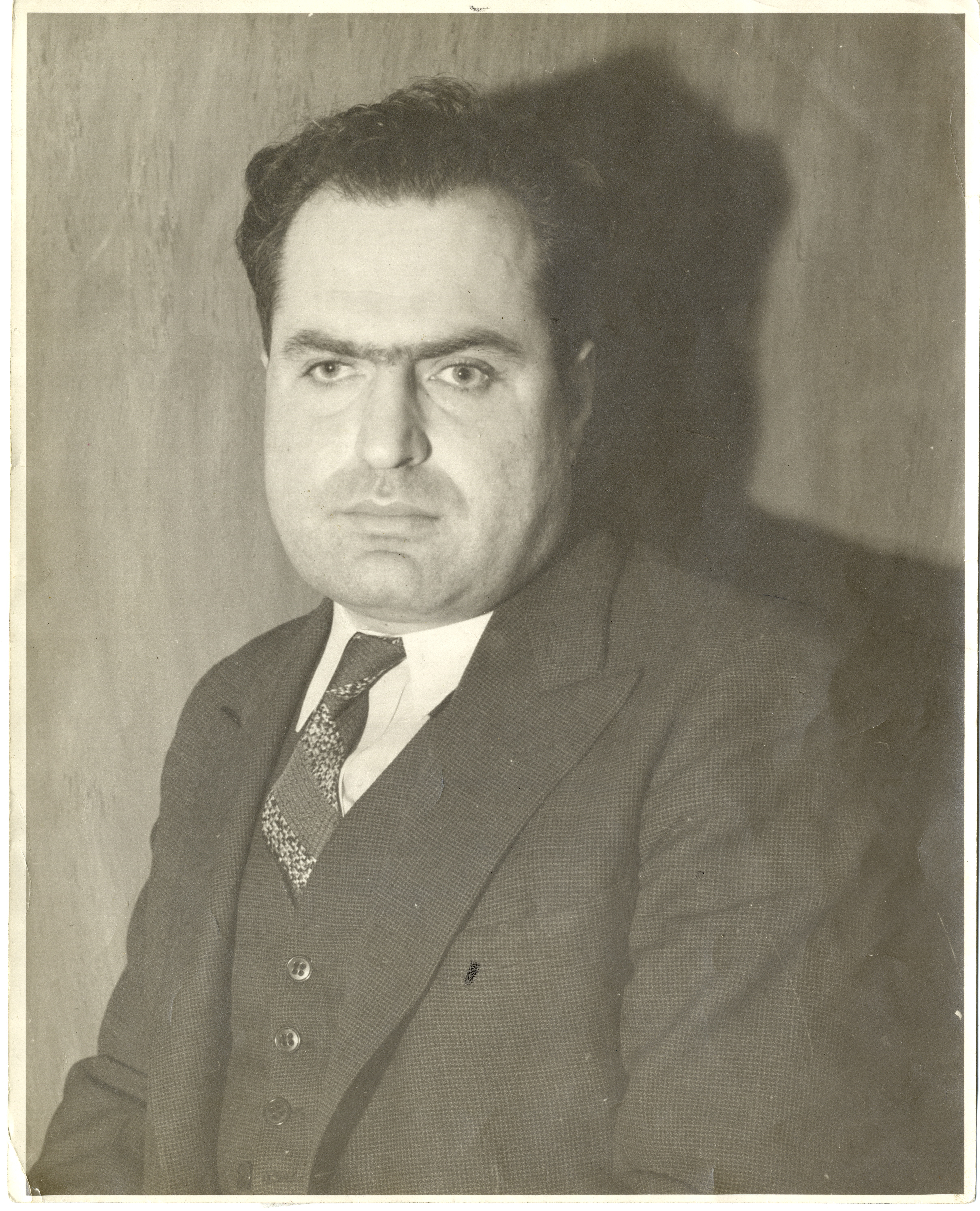
Will Herberg (1939)

Will Herberg (30. Juni 1901 in Ljachawitschy, Russisches Kaiserreich – 26. März 1977 (nach anderen Angaben: 27. März 1977) in Morristown, New Jersey) war ein US-amerikanischer jüdischer Religionsphilosoph.

## Leben

### Junge Jahre
Will Herberg wuchs in einer säkularen jüdischen Familie in Manhattan, New York auf. Seine Schullaufbahn musste er abbrechen, als er des City Colleges verwiesen wurde. In jungen Jahren war er aktives Mitglied der Young Communist League und Mitherausgeber von Publikationen der Kommunistischen Partei der USA (CPUSA), aus der er aber im September 1929 ausgeschlossen wurde, weil er sich Jay Lovestone angeschlossen hatte, der von den dominierenden Fraktionen als Abweichler bewertet wurde.

### Mittlere Jahre
In den 1940er Jahren veränderte Will Herberg seine weltanschauliche Einstellung, wandte sich vom Kommunismus ab und interessierte sich zunehmend für das Judentum und die Philosophie des Existentialismus. Ein Schwerpunkt seiner Studien waren die Schriften von Martin Buber, von denen er 1956 eine Werkausgabe in Amerika herausbrachte und über die er 1972 eine eigene Abhandlung publizierte. Auch mit dem 1933 in die USA emigrierten protestantischen Theologen Paul Tillich befasste sich Herberg. Bekannt wurde er bereits einige Jahre zuvor, 1951, mit seinem Werk Judaism and modern man (Judentum und moderner Mensch). Darin prägte er den Ausdruck cut flower culture, womit er beschreiben wollte, dass die Gesellschaft Nordamerikas (auch Europas und Australiens) verwelken würde wie eine Blume, deren Wurzeln abgeschnitten wurde, wenn sie weiterhin ihre jüdisch-christlichen Wurzeln vergessen oder verdrängen würde, statt sich ihrer wieder bewusster zu werden.

### Spätere Jahre

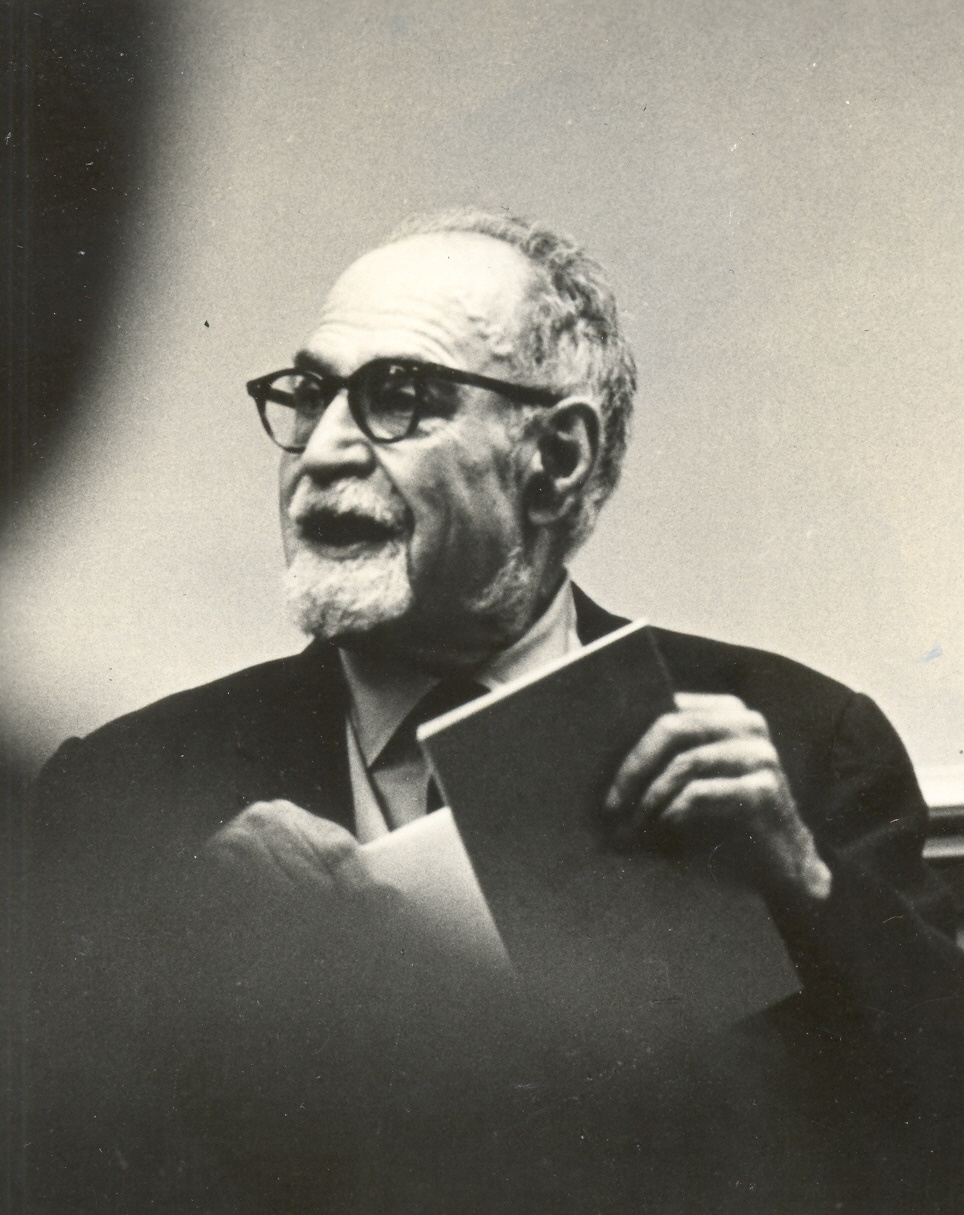
Will Herberg (1970)

Konservative Töne schlug er auch 1965 in einem Artikel der National Review an. Der am 7. September erschienene Beitrag mit dem Titel Civil Rights' and Violence: Who Are the Guilty Ones? enthielt die These, dass die Aktionen der Bürgerrechtsbewegung die Gesellschaft zu schnell, abrupt und gewaltsam zu verändern beabsichtige, dass aber nachhaltige Veränderungen nur langsamer in einem Wachstumsprozess (und weitgehend ohne Gewalt) möglich seien. Diese eher konservativ-reformerische Haltung, im Gegensatz zur revolutionären Haltung seiner jungen Jahre, behielt er bis zum Ende seines Lebens bei. Religiös zählte er jedoch weniger zu den Konservativen, als zum liberalen Reformjudentum, der zugleich für Toleranz gegenüber anderen Religionen und Konfessionen warb.

## Schriften (Auswahl)
- American Revolutionary Traditions. New York: New Workers School, 1932.
- Judaism and Modern Man: An Interpretation of Jewish Religion. New York, Farrar, Straus and Young, 1951.
- Dimensions Symposium: Human Values in a Technological Society. (Contributor.) New York: UAHC, 1971.
- Martin Buber: Personalist Philosopher in an Age of Depersonalization. West Hartford, CT: Saint Joseph College, 1972.
- Faith Enacted As History: Essays in Biblical Theology. Philadelphia: Westminster Press, 1976.
- From Marxism to Judaism: The Collected Essays of Will Herberg. (David G. Dalin, ed.) New York: Marcus Wiener Publishing Co., 1989.